# Hortus Cliffortianus

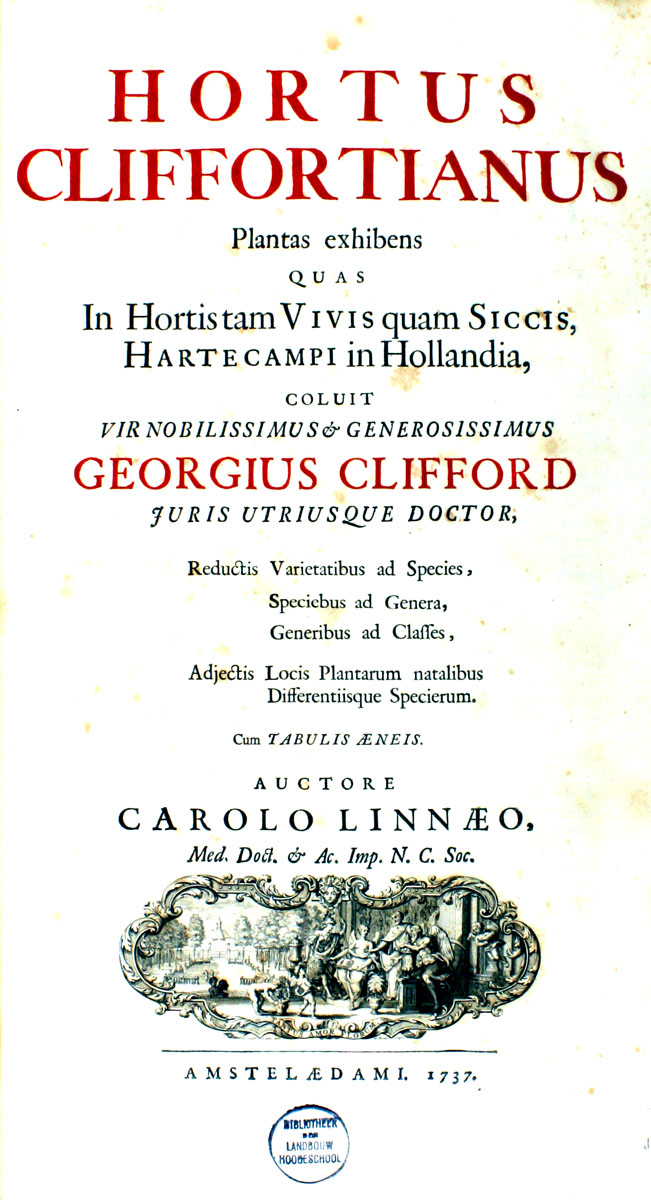
Hortus Cliffortianus 1737.

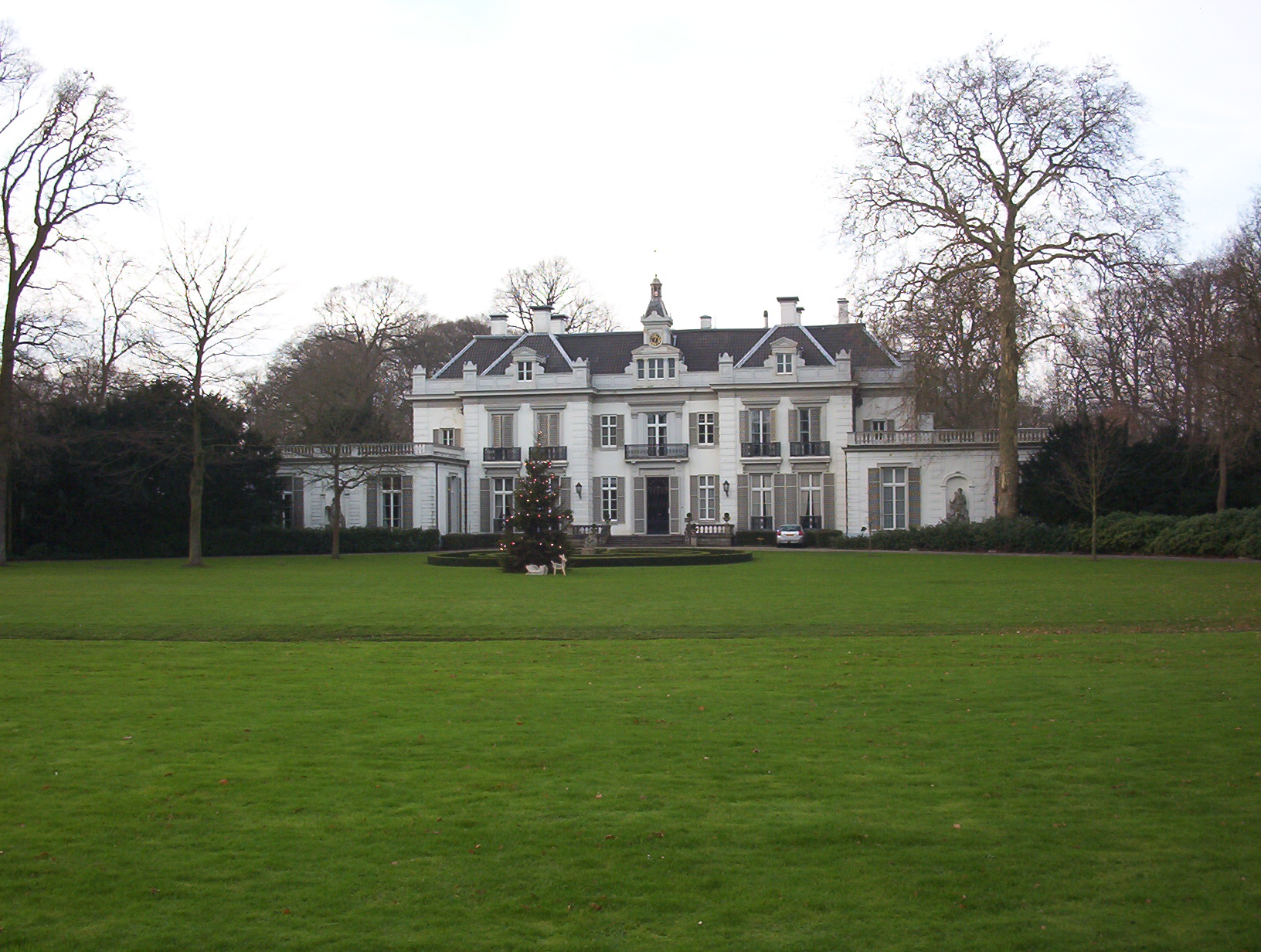
Vista de Hartekamp desde Herenweg

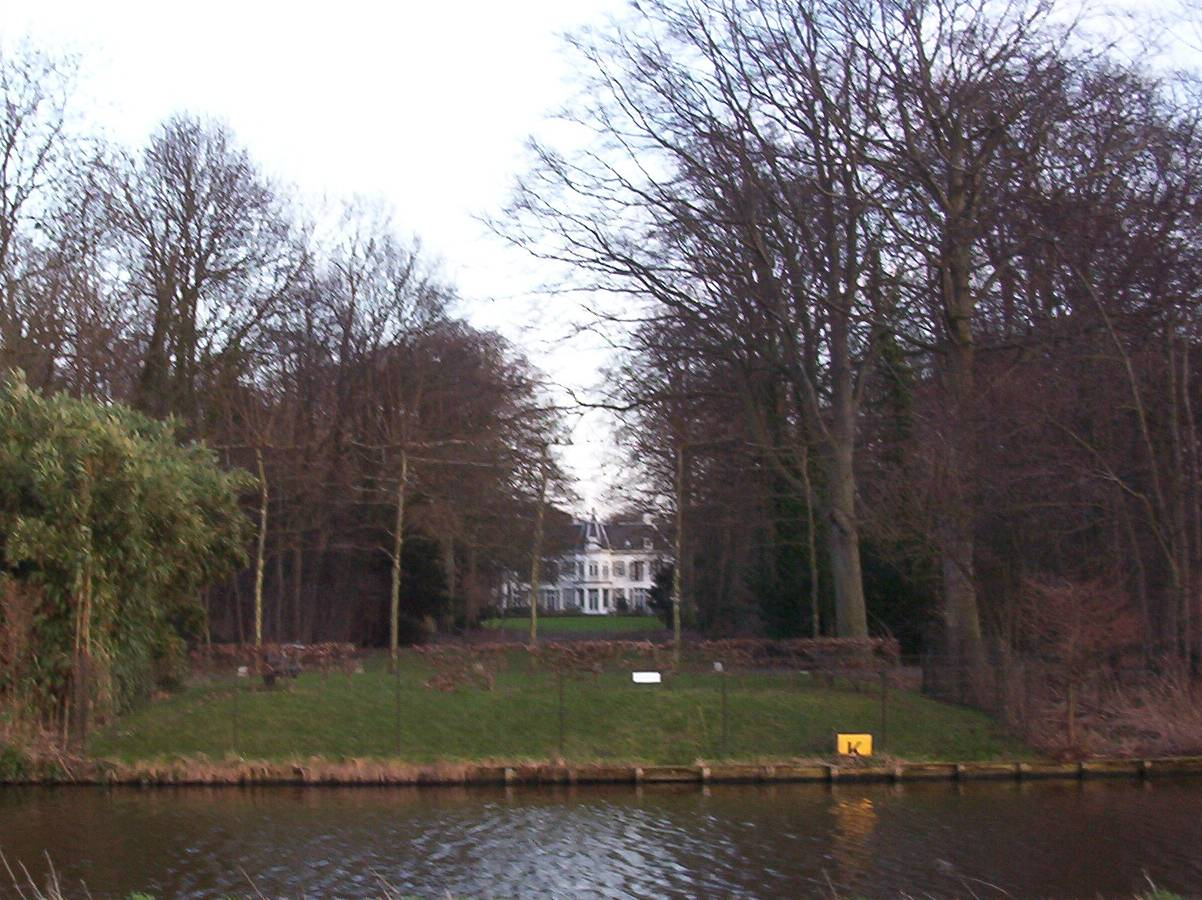
Vista de Hartekamp desde 'Leidse trekvaart' o Leiden-Haarlem canal.

Hortus Cliffortianus es una obra de literatura temprana botánica publicada en 1737.
El trabajo fue una colaboración entre Carl Linnaeus y Georg Dionysius Ehret, financiado por George Clifford en 1735-1736. Clifford, un rico banquero Ámsterdam era un entusiasta botánico con un gran herbario y gobernador de la Compañía Holandesa de las Indias Orientales. Tenía la renta para atraer el talento de los botánicos como Linneo y artistas como Ehret. Junto a Clifford en Hartecamp, que se encuentra al sur de Haarlem en Heemstede cerca Bennebroek, produjeron la primera clasificación científica de un jardín inglés. El jardín en Hartekamp ya era muy famoso antes de que George Clifford comprara el lugar en 1709. Bajo su propiedad, el número de plantas inusuales creció exponencialmente. Tenía cuatro invernaderos construidos para albergar las muchas plantas tropicales que había recaudado a través de sus conexiones de negocios de todo el mundo. Él era un importante amigo y proveedor de semillas para el botánico Herman Boerhaave, cuya casa de verano (y jardín) en Oud Poelgeest estaba a sólo un corto viaje por el canal Haarlem, Leiden conocido como el Leidsevaart .
En 1736 George Clifford se hizo famoso por el cultivo del primer árbol del plátano de interior, y por esta razón Linnaeus estaba ansioso por trabajar con él.
George Clifford murió en 1760 y dejó el negocio y la propiedad a sus hijos. La casa bancaria de Clifford con George Clifford Jr. cayó en 1772 y los bienes de Hartekamp salieron de la familia en 1788. Desde entonces, el jardín se ha reducido y se utiliza actualmente como un campus de una escuela. Después de la caída de Clifford & Zn., el Herbario de Clifford fue adquirido por Joseph Banks en 1791, quien la pasó al Museo de Historia Natural de Londres, donde se publica en línea.